# رفد حسين (السدة)

تعديل مصدري - تعديل

رفد حسين محلة تابعة لقرية جرف المولد، التابعة لعزلة التويتي بمديرية السدة إحدى مديريات محافظة إب في الجمهورية اليمنية.، بلغ تعداد سكانها 22 حسب تعداد اليمن لعام 2004.